# برنارد كلارك
برنارد كلارك (بالإنجليزية: Bernard Clark)‏ هو لاعب كرة قدم أمريكية أمريكي، ولد في 12 يناير 1967 في تامبا في الولايات المتحدة.

## وصلات خارجية
- برنارد كلارك على موقع مرجع كرة القدم المحترفة.كوم (الإنجليزية)